# وارم اسپرینگ (جورجیا)
وارم اسپرینگ، جورجیا (به انگلیسی: Warm Springs, Georgia) یک شهر در ایالات متحده آمریکا با جمعیت ۴۷۸ نفر است که در شهرستان مری‌وثر، جورجیا واقع شده‌است.

## موقعیت جغرافیایی
موقعیت جغرافیایی شهرها و مناطق اطراف به شرح زیر است: